# Le Mas-d’Agenais
Le Mas-d’Agenais ist eine französische Gemeinde mit 1486 Einwohnern (Stand 1. Januar 2022) im Département Lot-et-Garonne in der Region Nouvelle-Aquitaine.

## Geografie
Le Mas-d’Agenais liegt auf einem Hügel über dem Fluss Garonne. Wegen der schlechten Schiffbarkeit führt parallel dazu auch der Canal latéral à la Garonne (deutsch: Garonne-Seitenkanal).

## Geschichte
Beginnend mit der römischen Epoche hat das Städtchen alle großen Umwälzungen der Geschichte miterlebt.
- im 13. Jahrhundert Hochburg der Katharer, während des Kreuzzuges gegen die Albigenser,
- im 14. und 15. Jahrhundert englischer Besitz während des Hundertjährigen Krieges,
- danach wieder französisch und katholisch geworden,
- im 16. Jahrhundert von Admiral de Coligny im Dritten Hugenottenkrieg in Besitz genommen und geplündert,
- im 17. Jahrhundert von der Armee der Aufständischen "Fronde des Princes" in Besitz genommen,
- ein Jahr später von den königlichen Truppen wieder zurückerobert,
- nach der Französischen Revolution im 18. Jahrhundert ist endlich Ruhe eingekehrt.

### Bevölkerungsentwicklung
| Jahr      | 1962 | 1968 | 1975 | 1982 | 1990 | 1999 | 2009 | 2018 |
| Einwohner | 1371 | 1384 | 1241 | 1206 | 1220 | 1330 | 1431 | 1487 |

## Sehenswürdigkeiten
- Stadtmauern
- romanisches Tor
- Galiane-Brunnen
- Markthalle für Getreide
- Romanische Kirche aus dem 11. Jahrhundert

- Reliquien des Heiligen Vinzenz,
- Tafelbild von Rembrandt, "Christus am Kreuz", 1631 gemalt.

Das Tafelbild wurde Anfang der 1980er Jahre von dem Kunsthistoriker und Philologen Veit Stelter aus Braunschweig entdeckt, der dort Urlaub machte und bei einem Besuch der Kirche den bis dahin unbekannten Ursprung des Bildes erkannte. Zu der Zeit war das Bild ungesichert.

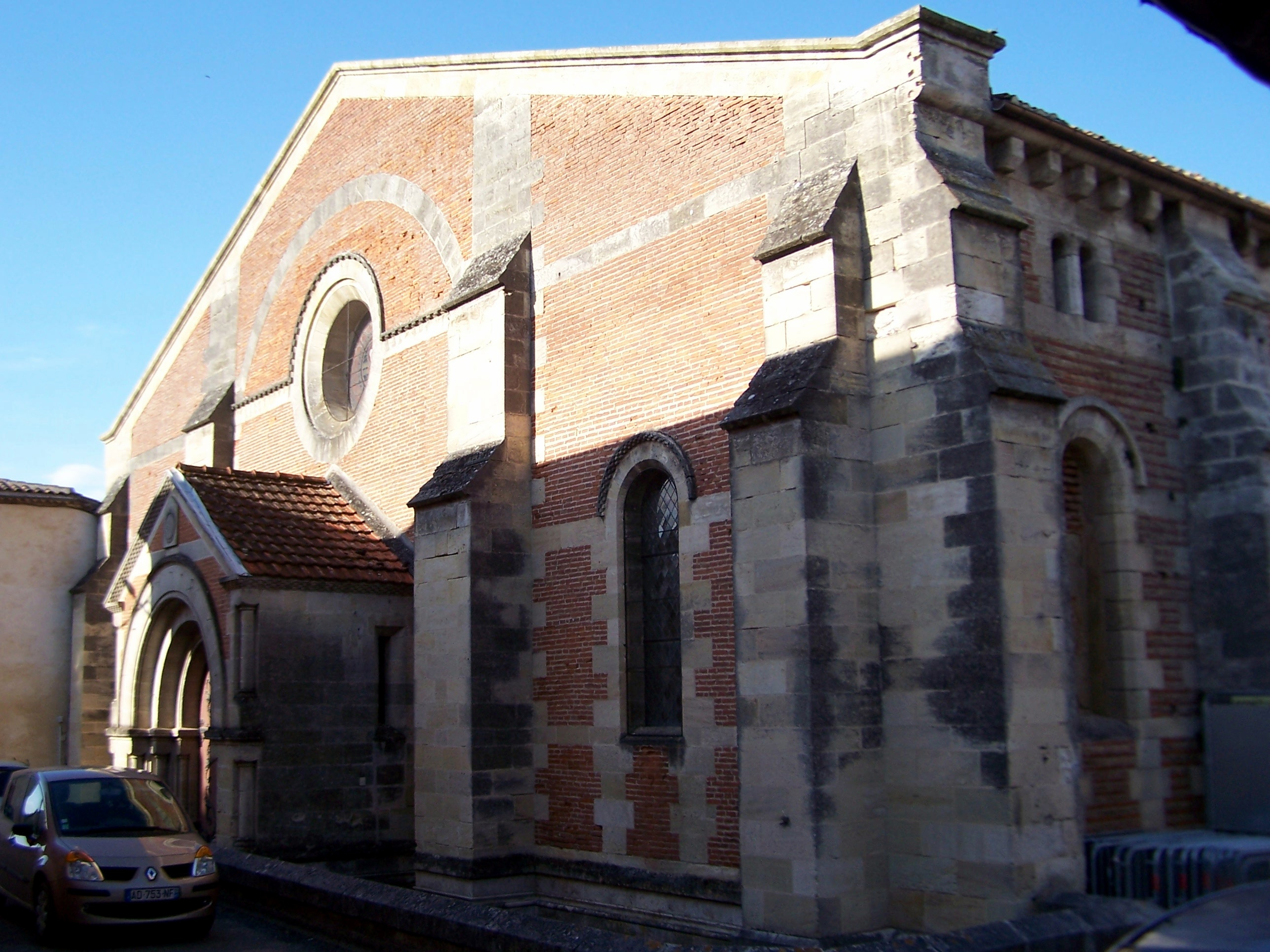
Kirche Saint-Vincent
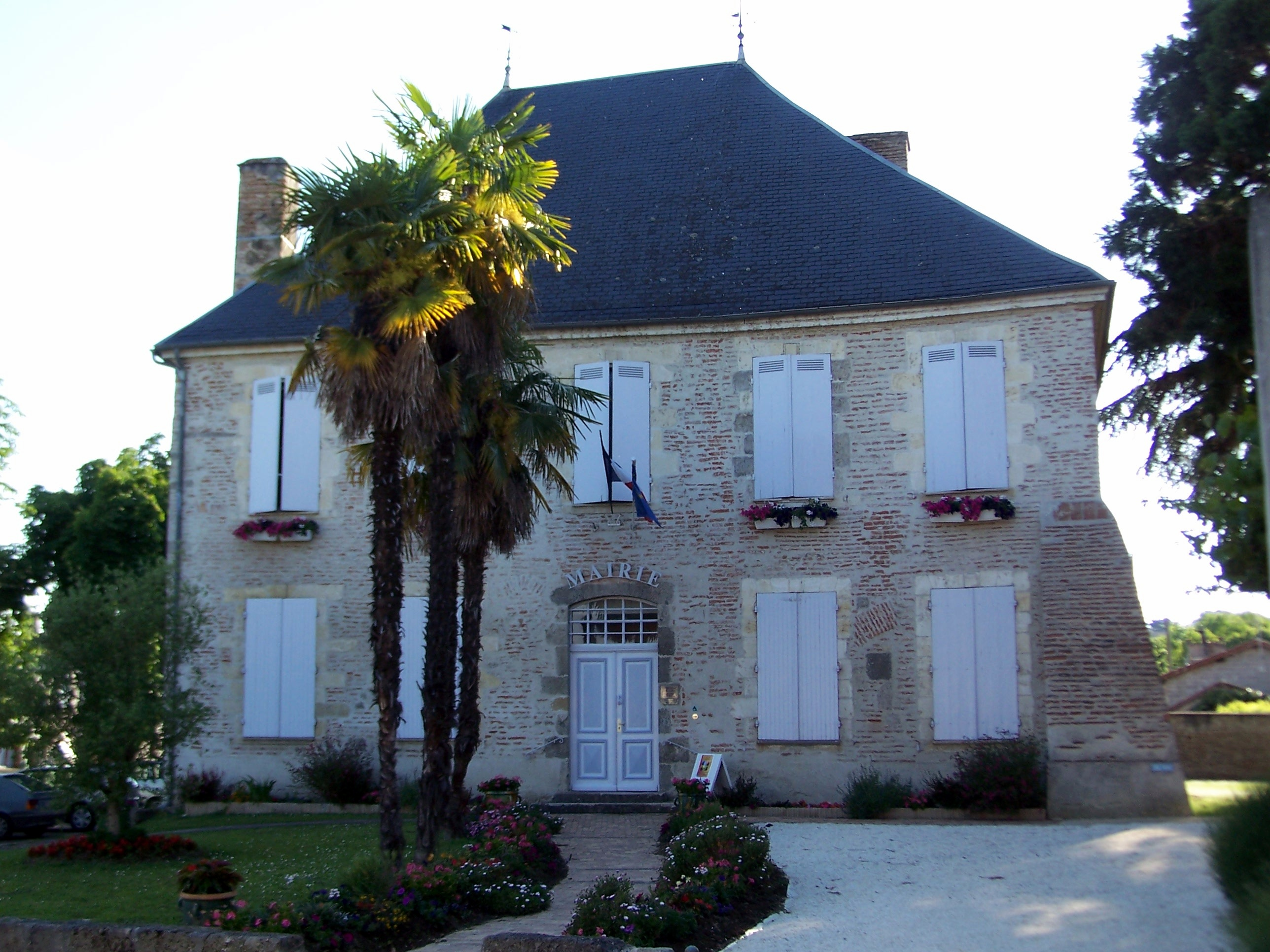
Mairie Le Mas-d’Agenais
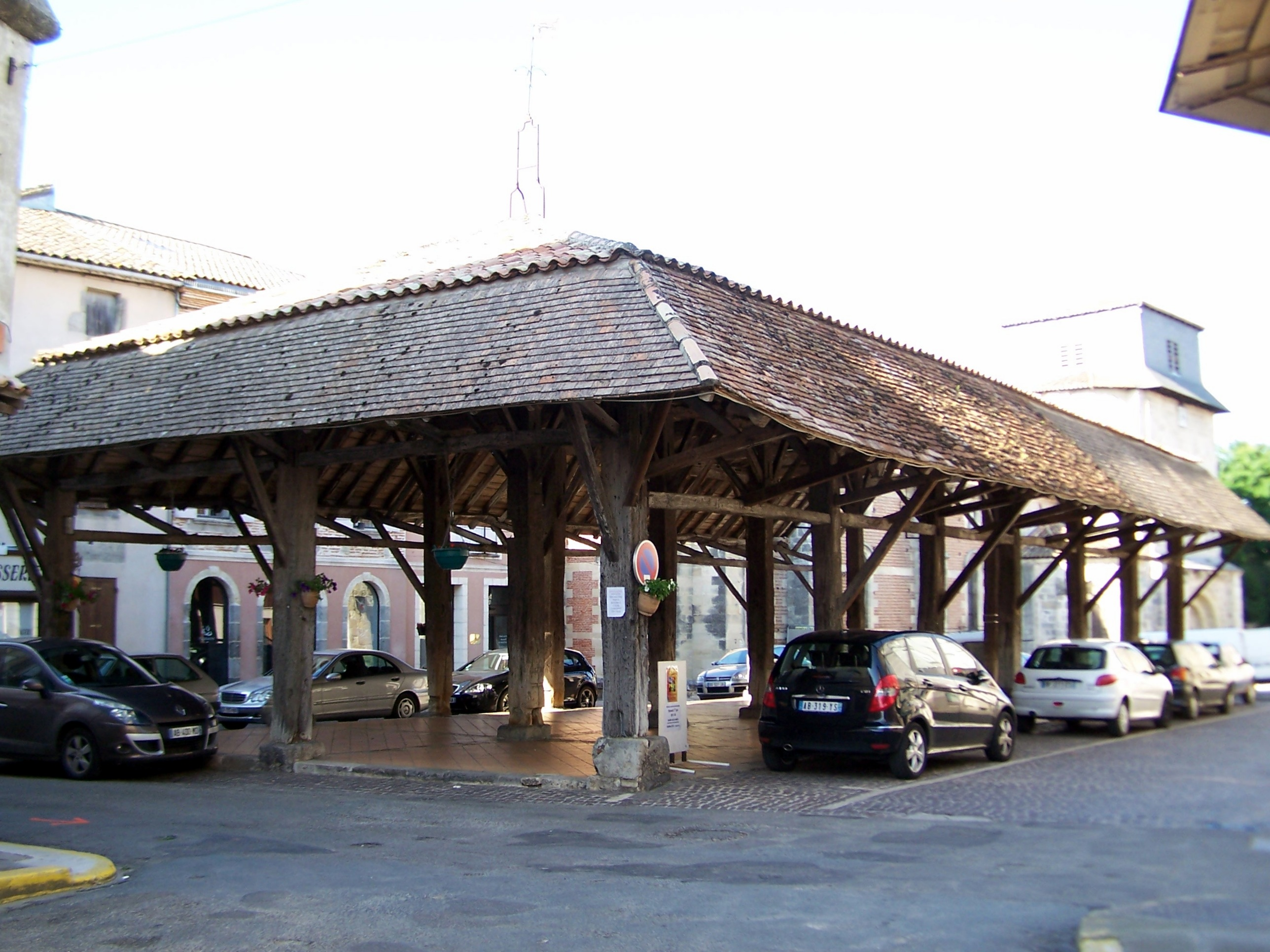
Ehemalige Markthalle
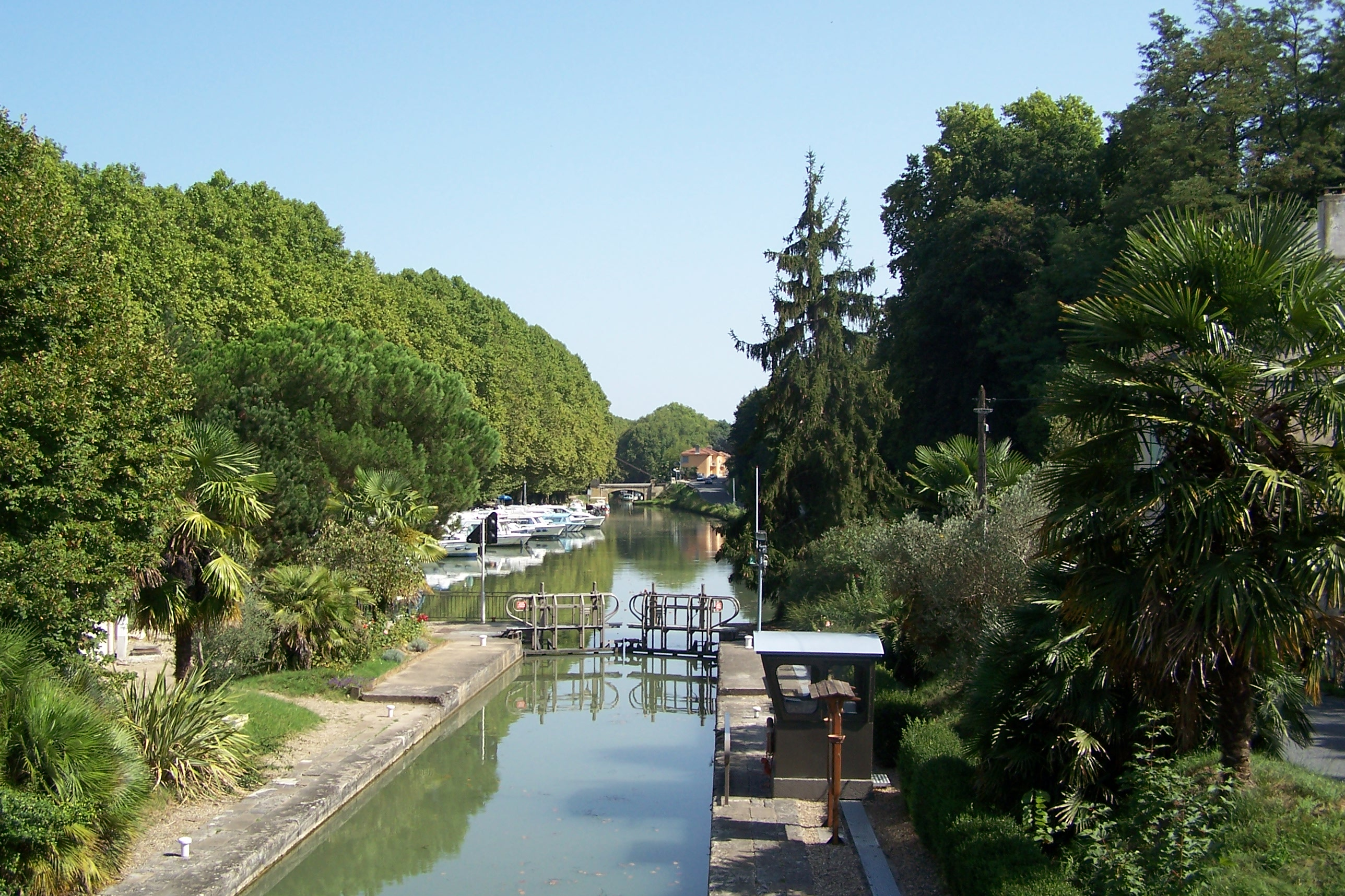
Schleuse am Canal latéral à la Garonne
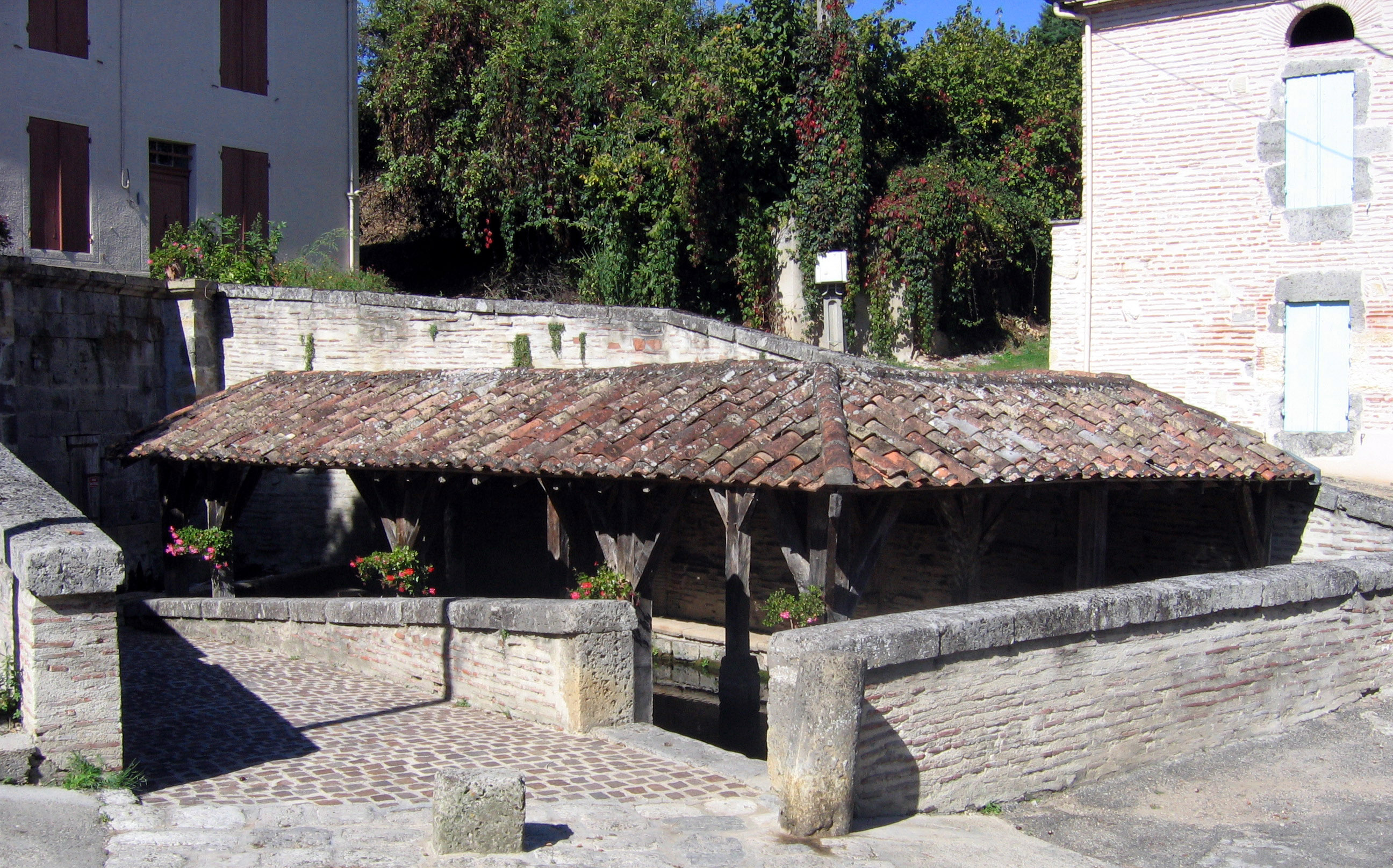
Lavoir
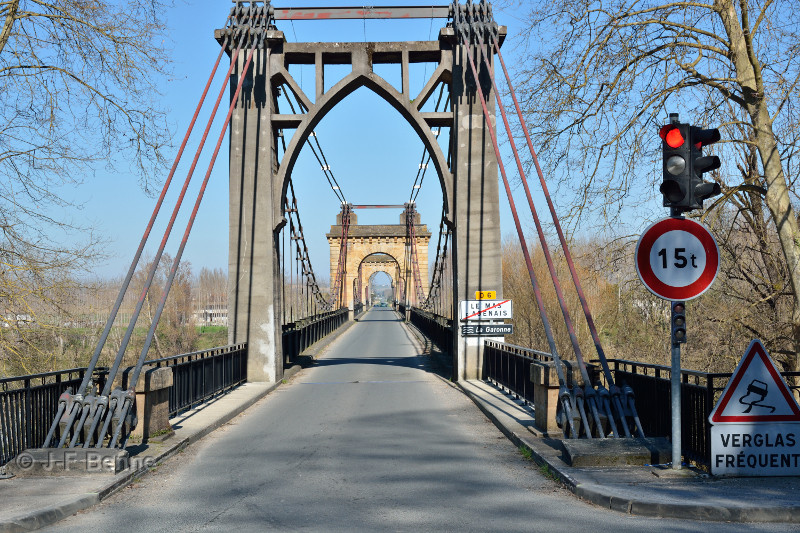
Brücke über die Garonne

## Tourismus
- Le Mas-d’Agenais war immer schon ein Etappenhalt auf dem Pilgerweg nach Santiago de Compostela (Jakobsweg).
- Heute versucht man auch den Wassertourismus am Garonne-Seitenkanal und den angrenzenden Wasserwegen zu fördern. Im Ort befindet sich eine Charter-Basis für Hausboote.

## Gemeindepartnerschaft
- Biesheim, Frankreich (Département Haut-Rhin)

## Persönlichkeiten
- Jean Trembley (1749–1811), Mathematiker und Philosoph und verstarb hier.